# 2MASS J18082002−5104378
2MASS J18082002−5104378（縮寫為J1808−5104）是一個超貧金屬（UMP）聯星系統，位於天壇座，距離地球大約1,950 ly（600 pc），並且是單線光譜聯星（SB1）。它是已知最古老的恆星之一，約有135.3億年的歷史，可能是最早的恆星之一。這顆恆星幾乎完全由宇宙大爆炸釋放的物質組成。一個看不見的微小伴星，一顆低質量的UMP恆星，特別不尋常。

## 系統
J1808−5104是一顆超貧金屬（UMP）星，其對數金屬豐度[Fe/H]小於−4，或太陽1/   10,000  的級別。它是一個單線光譜聯星，其光譜吸收線的徑向速度變化被解釋為可見恆星的軌道運動。這顆伴星是看不見的，而僅是從軌道上推斷出來的。
J1808−5104是已知最亮的聯星系統超貧金屬星，是太陽所在星系，銀河系「薄盤」的一部分，但對於這樣一顆缺乏金屬的古老恆星來說是不尋常的。在13.53 Gyr，這顆恆星是已知最古老的薄盤恆星，比大多數對銀河系薄盤年齡的估計要早幾十億年

### 主星
聯星系統的主要組成部分，2MASS J18082002−5104378 A，是一顆比太陽冷，但更大、更亮的次巨星。

### 伴星
看不見的伴星，2MASS J18082002−5104378 B，被認為是一顆紅矮星 ，軌道週期 P = 34.757+0.010
−0.010日和質量為0.14 M☉。它是第一顆被發現的低質量超貧金屬星，也是宇宙中最古老的恆星之一，約有135.3億年的歷史。它可能是最早的恆星之一，一顆幾乎完全由大爆炸釋放的物質形成的恆星。

## 外部連結
- . SIMBAD. 斯特拉斯堡天文資料中心.
- . SIMBAD. 斯特拉斯堡天文資料中心.
- YouTube上的Video (00:30) – Orbit of newly found 13.5 billion-year-old star (5 November 2018; Johns Hopkins University)